# Jin Xiaowudi
Jin Xiaowudi (362-396), zijn persoonlijke naam was Sima Yao, was keizer van de Oostelijke Jin-dynastie van 372 tot 396.

## Biografie
Hij was de oudste zoon van keizer Jin Jianwendi en hij had een broer Sima Daozi. Xiaowudi was slechts 10 jaar oud toen zijn vader stierf; het land werd geregeerd door de bekwame Xie An. Xiaowudi huwde op zijn dertiende en genoot een gedegen opleiding. In 380 stierf zijn vrouw en hij hertrouwde nooit. Het land werd herhaaldelijk aangevallen door de Vroegere Qin, maar kon zich staande houden.
In 385 stierf Xie An en het gedrag van de keizer veranderde drastisch. Xiaowudi en zijn broer Sima Daozi werden notoire drinkers en uitbundige feestvarkens en waren niet vies om anderen te beledigen, staatszaken waren aan hen niet besteed. Uiteindelijk werd Xiaowudi door een concubine op 34-jarige leeftijd gewurgd nadat hij haar had beledigd.
Met Consort Chen Guinü had hij twee kinderen, Sima Dezong en Sima Dewen. Sima Dezong, alhoewel verstandelijk beperkt, volgde hem op, zijn broer Sima Daozi werd regent.